# Григорий Катрис
Григорий Катрис или Камбурис (на гръцки: Γρηγόριος Κάτρης, Καμπούρης) е гръцки духовник, митрополит на Вселенската патриаршия.

## Биография
Роден е в 1801 година в Митилини, тогава в Османската империя, днес Гърция. Учи в родния си град и в Смирна. Поддържан е от чичо си митрополит Макарий Лемноски, който го ръкополага за дякон. Последва го при преместването му на Солунската катедра в 1824 година.
В октомври 1828 година Григорий е ръкоположен за камбанийски епископ, на който пост остава до 1853 година. През март 1853 г. е избран за митилински митрополит и остава пет години на този пост, до 1858 година. На 26 януари 1858 година е избран за търновски митрополит. Григорий е търновски митрополит до 14 март 1867 година. В Търново Григорий се сблъсква с набралото вече сила българско църковно движение. В 1878 година се оттегля в къщата си в Митилини, където умира на 9 януари 1882 година.